# 森岡毅
森岡 毅（もりおか つよし、1972年(昭和47年)10月12日 - ）は、日本のマーケター、実業家。株式会社刀代表取締役兼CEO。元合同会社ユー・エス・ジェイチーフマーケティングオフィサー執行役員。兵庫県伊丹市出身。
経営難に陥っていたユニバーサル・スタジオ・ジャパンや丸亀製麺、ネスタリゾート神戸を立て直した人物として知られ、「日本を代表するマーケター」とも称されている。

## 経歴
福岡県北九州市で生まれ、兵庫県伊丹市で育つ。兵庫県立伊丹高等学校を経て、神戸大学経営学部を卒業。1996年、P&Gジャパン・マーケティング本部に入社。ヴィダル・サスーン等ヘアケアブランドのブランドマネージャーを歴任後、P&G世界本社（米国シンシナティ）へ移籍、P&Gのメガブランド北米パンテーンのブランドマネージャー。北東アジアのアソシエイトマーケティングディレクター。P&Gが買収したウエラジャパンの副代表等を歴任。

### USJ時代
2010年6月、P&Gを退社しUSJに入社する。入社のきっかけは、P&Gでの抜群の実績に目をつけた当時のCEOグレンガンペルによりヘッドハントされたことである。入社直後からUSJの大改革を断行し、経営回復のための大戦略『三段ロケット構想』を掲げた。大戦略『三段ロケット構想』とは、第一段ロケット『USJの弱点であったファミリー集客を強みに変える』ものとして新エリア「ユニバーサル・ワンダーランド」を2012年にオープンし、そこから稼いだ資金で第二段ロケット『集客の関西依存体質からの脱却』を目指して450億円を投下してウィザーディング・ワールド・オブ・ハリーポッターを2014年にオープンし、そこから稼いだ資金で第三段ロケット『効率的にテーマパークを経営するノウハウで新パークを日本全国やアジアへ多拠点展開する』ことで、USJをエンターテイメント分野におけるアジアのリーディングカンパニーにするというもの。
実際に第二段まで実行され、森岡の入社当時に730万人台まで落ち込んでいたUSJの年間集客は、森岡の着任年である2010年から上昇に転じ、2012年にオープンした第一ロケットのユニバーサル・ワンダーランドの集客効果を柱に、2013年には年間集客が1050万人を記録。ユニバーサル・スタジオ・ジャパンの業績を立て直した。第二ロケットのハリーポッターの新エリアをオープンした2014年度は、悲願であった開業年度に記録した1100万人の年間集客記録をついに更新し1270万人もの集客を達成した。しかも大型アトラクションをオープンした翌年は反動で集客が下がるテーマパークの常識を覆し、ウィザーディング・ワールド・オブ・ハリーポッター導入翌年の2015年度の年間集客は、記録をさらに大幅に更新し1390万人を記録し東京ディズニーシーを超え、世界第4位になった。2016年度も引き続いて集客は昨年を上回り、ついには2010年の着任以来、毎年百万人単位で集客を伸ばし続け、730万人台のUSJを倍の1460万人にまで伸ばした。
特筆すべきはこの間、森岡がUSJのチケット料金を大幅に値上げしながら集客数を倍増させたことである。就任当時から入場料金は5,800円から7,600円へ、年間パスも10,500円から22,800円へ大幅に値上げされている。
第三段ロケットのテーマパーク多拠点展開は、沖縄県への進出を国や県と計画し合意直前まで行ったが、USJが2015年11月に米メディア大手コムキャストに買収され、資本の変化に伴う戦略の見直しによって中止された。

### 「刀」設立以降
2017年1月USJを退任したのち、2017年10月18日、株式会社刀（本社:大阪府大阪市）を設立。マーケティング力の注入による企業成長や事業創造に事業として取り組み、「マーケティングとエンターテイメントで日本を元気に」を掲げる。「刀」には、日本企業の国際戦略上の「1つの武器」になりたいという意味と、現代の日本企業の武器となるマーケティングを使ってほしいという意味が込められているという。森岡毅はインタビューの中で「大変革の時代に覚悟を決めた企業がマーケティング能力を獲得するための、武器になりたい」と語っている。「刀」の立ち上げには、市場構造の解析および需要予測モデル開発・運用のプロフェッショナルでもあり、森岡の長年にわたる盟友でもある今西聖貴、ファイナンスのプロフェッショナルである立見信之が創業メンバーとして参画しており、また様々な分野の突出した能力を持つプロフェッショナルが多数在籍している。「刀」では、マーケティングノウハウを移植する世界初のマーケティングノウハウのライセンシングに挑戦、企業をマーケティングができる会社に変えることを目指している。
2018年7月、沖縄におけるテーマパーク事業構想を発表。2019年6月には丸亀製麺を展開するトリドールホールディングスとの取組を発表した。2019年8月には農林中金バリューインベストメンツとの協業を発表。
2019年9月西武ホールディングス代表取締役社長、後藤高志からの依頼を受けて西武園ゆうえんちリニューアルに着手。2021年5月にリニューアルオープン。リニューアル後の好調を受け、後藤からは「発想が非常にパワフルで他とはまったく次元が違う。西武園ゆうえんちが成功を皮切りに、日本全体を元気にするような1つのモデルケースになってほしい」と評価を受けた。
2020年1月、大和証券グループ本社から140億円の出資を受け、中小企業への投資に充て主に地方のレジャー施設や飲食店、ホテルなどの株式を取得し、役員を派遣して経営を立て直す事業を開始。
2021年3月、化粧品ベンチャーのバルクオム 株式会社刀と資本提携を発表。
2023年6月27日にWebメディア「Suan」より「バルクオム、「詐欺的な広告」で特商法違反の可能性。最安390円と謳い、初回解約で3,000円の違約金。」と題する記事が掲載された。すると直後に株式会社刀（大阪府大阪市、代表取締役CEO森岡毅）の広報より「記事掲載削除」を求める問い合わせがあり、その経緯で刀社がバルクオム社と資本参加、ならびにマーケティング支援を既に終了している旨が提示された。さらに刀社ではSuan社の記事掲載の後追いの形で6月30日付けでその旨プレスリリースされたが、自主的なプレスリースはそれ以前になされておらずSuan側の記事掲載時点では両者の関係は公開情報としてはなく、広報の対応と本件の取り扱いに関し一定の話題を集めた。
2024年3月、東京・台場に世界初のイマーシブ・テーマパークとしてイマーシブ・フォート東京を開業。参加者がコンテンツや世界観に深く入り込む“没入体験”“イマーシブ体験”という言葉を世に浸透させた。
2024年6月、株式会社ニップンとの協業を発表。同社人気ブランド「オーマイプレミアム」の冷凍パスタの売上伸長や、新商品である乾燥パスタ「もちっとおいしいスパゲッティ」のヒットを支援した。

## 実績

### USJのブランド戦略を大改革
USJのブランド戦略を『ハリウッド映画にこだわったテーマパーク』から、『世界最高のエンターテイメントを集めたテーマパーク』へと大改革した。
森岡は、2010年6月入社前後の時期にUSJの置かれた市場構造を徹底的に分析し、長年に渡る集客の低迷の原因を 1)500キロ離れ交通費という3万円の川が流れている東京ディズニーリゾートとは別マーケットであり激しい競合状態にないのに差別化するために「映画」だけにこだわっていたこと、2)「映画だけ」にこだわりエンターテイメント需要の1割しかカバーしていないこと、と結論付ける。
入社直後から社内外の強い反対を押し切り、人気漫画ONE PIECE（ワンピース）のショーを集客の中心にしたり、人気ゲームモンスターハンターの大規模イベントを実施する等、改革を断行した。この大転換によって森岡入社直後からUSJの集客は劇的な上昇に転じる。2012年度には、映画とは関係のない人気キャラクターを集めたファミリーエリア「ユニバーサル・ワンダーランド」を建設し、USJを本格的な成長軌道に乗せる。2014年度には、日本発の人気コンテンツ(エヴァンゲリオン)を一同に集めた大イベント「ユニバーサル・クールジャパン」を展開し、現在ではテーマパーク永遠の閑散期と呼ばれた冬季を絶大な集客シーズンに転換させた。

#### ハロウィンの成功
現在日本国中で賑わうハロウィンであるが、現在日本各地で行われている大人が仮装してゾンビ等のホラーで大騒ぎするスタイルを提唱した。2011年に森岡がUSJで初めて行った『ハロウィーン・ホラー・ナイト』(en:Halloween Horror Nights)が現在の日本国内でのハロウィンの盛り上がりのきっかけである。
それまでも、イベントの名前としては使われていたハロウィンであったが、森岡は自らの米国在住期間に体験した本場のハロウィン文化(子供達が仮装して、日頃は表に出せないダークサイドを表に出して熱狂しても許される)を、ストレスを溜めているのになかなか発散できない日本の大人の女性をターゲットにして展開することを発想して、USJの2011年の秋にヒットさせる。
東京ディズニーランドでは禁止されているフルフェイスの仮装や競合コンテンツでの仮装をUSJでは奨励し、大人が自由な仮装によって非日常感を楽しめるようにした。また、ハイクオリティにメイクされたゾンビを大量に園内に展開し、様々なホラー演出と組み合わせて、女性が絶叫してストレス解消できる空間をつくった。この『ハロウィーン・ホラー・ナイト』は、USJで看板アトラクションであるスパイダーマンが年間を通じて発揮する集客効果をたった2ヶ月間で達成する大ヒットとなった。
森岡の指揮で2011年以降もハロウィンに計画的に投資を行ってきたUSJは、2015年10月に175万人もの集客を記録し、東京ディズニーランドを抜いて集客数日本一になった。森岡は独自の数学的分析で、公表されていない東京ディズニーランドや東京ディズニーシーの同月の集客数を160万人程度と算定し、『数学的に96%以上の確率でUSJの集客数が東京ディズニーランドを上回り、集客日本一になった可能性が高い』と算定根拠を明示しつつメディアに公表した。尚、東京ディズニーランドを運営するオリエンタルランドは森岡の試算結果を否定していない。また2016年10月も175万人を超える過去最高集客を記録し、二年連続で東京ディズニーランドを抜いて集客数日本一になった。
森岡はこの快挙を、著書『確率思考の戦略論』の中で「関西にあるUSJにとって、三倍の人口圏の関東に陣取る最強ブランドである東京ディズニーランドの集客数を抜くということは、ラグビー日本代表がたった5人で最強の南アフリカ代表の15人に勝つような奇跡」と述べている。
また同書の中で、10月の可能性に気づきハロウィンシーズンへの集中を決断したのは、確率理論の数式『ガンマ・ポアソン・リーセンシーモデル』によって、目には見えない10月の爆発的な集客の伸びしろを正確に計算し予測することができたからと、実際に使用した具体的な数式も明らかにしている。

#### アトラクション待ち時間日本記録（9時間40分）
森岡が発案した『ハリウッドドリーム・ザ・ライド〜バックドロップ〜』2013年3月のオープン以来、アトラクション待ち時間の日本記録を大幅に更新し『9時間40分』を記録する大ヒットとなった。
『ハリウッドドリーム・ザ・ライド〜バックドロップ〜』が導入された2013年度のUSJは3つの大きな問題を抱える困難な一年であった。翌年2014年にオープン予定のウィザーディング・ワールド・オブ・ハリー・ポッターのために2013年はアトラクション投入の設備投資費がほとんど使えない年であること。2013年は東京ディズニーランドの30周年による全国大キャンペーンによってUSJへの集客がダメージを受けるであろうこと。最後に翌年2014年にオープン予定のウィザーディング・ワールド・オブ・ハリー・ポッターのせいで、多くの消費者がUSJに行くならば2013年ではなく2014年のハリー・ポッターまで行き控える可能性が大きい年になるであろうこと。この三重苦の一年を、例年通りで特別に何もしなければ10〜15%の集客が減ってしまうと予測した森岡は、設備投資費をかけずに強烈な集客効果を発揮する2013年用の新しいアイデアを必死に考え続けた。その1つが既存のジェットコースターであるハリウッド・ドリーム・ザ・ライドを後ろ向きに走らせる『バックドロップ』であった。森岡は、追い詰められた日々の夢の中で、昼間に見たハリウッド・ドリーム・ザ・ライドが逆回転した映像を見たことから閃いたと著書で述懐している。
『ハリウッドドリーム・ザ・ライド〜バックドロップ〜』はユニバーサル・ワンダーランドをオープンした前年(2012年度)の年間集客975万人に対して、ほとんど設備投資費をかけずに三重苦の2013年度をさらに1050万人まで伸ばした原動力となった。

#### ハリー・ポッターエリアの導入と大成功
USJの大飛躍の要因となった『ウィザーディング・ワールド・オブ・ハリー・ポッター』は、森岡の卓越したマーケティング力で集客の大成功を実現した好例である。
入社した2010年6月に米国オーランドでオープンしたばかりのハリー・ポッターエリアを見て、USJを関西依存から脱却させる「二段目のロケット」にはハリー・ポッターエリアの導入しかないと確信したと述べている。
しかし当時のUSJは、年間売上ですら800億円そこそこであり、総費用が最低でも400億円はかかるとわかったCEOや幹部はほぼ全員がクレイジーだと大反対した。それに対し森岡は、異なる3つのモデルによる精緻な需要予測という客観的論拠によってハリー・ポッターエリアは余裕で投資回収が可能であることを証明した。また、むしろ最も大きなリスクはハリー・ポッターに大きく投資しながらオープンに辿りつくまでの3年間のキャッシュフローにあることを示し、2011年度の10周年プランや2012年度の「ユニバーサル・ワンダーランド」など少ない投資で売上を作るためのアイデアと需要予測を同時に行った。
森岡がハリー・ポッターエリアの導入という大勝負にチャレンジした理由は、「今この絶好球が打てないのであれば、この先にもっと難しい球をもっと体力のなくなったUSJが打たざるを得ない日が来る」という戦略的判断があったから。人口減少マーケットである日本においては関西の現役人口も減るので、このまま関西7割の集客依存では、USJは20年後、30年後にはジリ貧になる。まだこの球を打つ体力があるうちに、世界最強映画ブランドで、かつ既にプロトタイプが米国オーランドで建っていてエクセキューションで失敗するリスクの少ないハリー・ポッターで勝負できないなら、この先これよりも良い確率の勝負は来ないと社内を説得した。
極めて困難な意思決定ではあったが、一年以上かけてグレン・ガンペルCEOをヤル気にさせ導入へと進むこととなった。
森岡の指揮のもとハリー・ポッターエリアを2014年7月にオープンさせたUSJは、狙い通り関西と関西以外の集客構成を逆転させ全国区のブランドになり、プロジェクトは大成功となった。2014年度の年間集客は過去最高を大幅に更新して1270万人を記録した。
特筆すべきは前年度の1050万人から伸びた200万人超の実際の集客増が、森岡が事前にメディアに公表していた需要予測とほぼ一致していたことであり、森岡がUSJに持ち込んだ最先端の数学マーケティングが驚きと共に注目される要因となった。

### 沖縄でのテーマパーク計画
2018年7月には、沖縄におけるテーマパーク事業構想をあきらかにした。オリオンビール、リウボウ、ゆがふの沖縄の有力企業とともに準備に着手。2024年末から25年初旬の開業を目指し22年4月以降の着工を予定している。2018年7月3日、沖縄県副知事、7月12日には、菅義偉内閣官房長官、福井照内閣府特命担当大臣(沖縄及び北方対策、消費者及び食品安全、海洋政策)を訪問、沖縄におけるテーマパーク事業およびインフラ整備の協力を要請し、快諾を得た。2020年10月には、事業の準備会社である株式会社ジャパンエンターテイメントが今帰仁村、名護市と包括連携協定を締結し協定により地域の雇用促進、地元産品の有効活用などに取り組み、やんばる地域の振興を図ることを発表した。2021年6月には、本事業に関連する道路占用事業（エリアマネジメント）が内閣府より国家戦略特区の特定事業に認定されたことを発表。2025年7月25日にジャングリア沖縄を開業した。

### 丸亀製麺の復活
2019年6月には、株式会社刀の実績として初めて、丸亀製麺を展開するトリドールホールディングスとの協業を発表。人口減に伴う市場全体の減少傾向の中で、店舗展開もすでに全国800店超と飽和状態に近く、他社競合とのシェア争いも激しく伸長が停滞していた丸亀製麺の経営環境下において立て直しを敢行し、2019年9月単月の既存店売上は、2015年8月以来最高の伸長となる対前年同期比111%を達成。2019年6月からの夏強化策を実施した結果、既存店の集客トレンドは1月以降8ヶ月間で95%→113%と約18ptsも改善した。

### グリーンピア三木（現ネスタリゾート神戸）の再生
かつて1980年代に厚生省の旗振りのもと、保険者・年金受給者のための保養施設として巨額な年金資金を投じて建設されながらも経営破綻した大規模保養施設グリーンピア三木の再生も手掛ける。2016年に地元経済への貢献を志す新たな経営者によってネスタリゾート神戸として再オープンしていた施設からの要請により2018年から株式会社刀として支援を開始した。刀は『ネスタリゾート神戸』のブランドを、消費者が日常生活や通常のテーマパークでは決して味わえない、本能をゆさぶる大興奮を得られる「大自然の冒険テーマパーク」へと生まれ変わらせ、宿泊客頼みの収益構造から、日帰り客を主軸にする集客構造への大変革を断行。ゲスト満足と効率を両立させる運営ノウハウなど、集客施設の成功に欠かせない刀独自の技術も次々と導入している。大地の起伏をそのまま活かしてオフロードコースをつくり、本格バギーで走り回る「ワイルド・バギー」、畑で新鮮な野菜を自分で収穫し、生きた魚を自分で捕まえて、素材のうまみが際立つ特別レシピで食べる「ワイルド・ハーベスト」、緑に囲まれた池の上にはカヌーを浮かべ、オールを漕いで浮島を回る「ワイルド・カヌー」、大自然を見下ろす熱気球「バルーン・フライト」など次々と、設備投資を抑えて強い体験価値を生み出すアトラクションを開発し、体験を強化。それらを効率的に消費者に認知させブランドエクイティーとするコミュニケーションを実施することで施策開始から僅か1年で集客207%/売上260%のV字回復軌道に乗せた。コロナ渦が襲いかかった2020年度には4月から5月下旬まで閉園を余儀なくされたものの、6月以降は徐々に持ち直し、夏には鳥のように滑空する「スカイ・イーグル」の他、「キャニオン・ドロップ」「キャニオン・スライド」などのアトラクションからなるネスタリゾート神戸にとっても、オープン以降初の大型投資となる新エリア「アドベンチャー・キャニオン」をオープン。コロナによる外出自粛の逆風を物ともせず9月には売上高前年同月比で133%とついに100%超えを果たし、その後も驚異的なペースで売り上げを積み重ね11月後半には201%を記録。その結果、2020年12月期には初の営業利益（償却前）の黒字化を達成した。

### 西武園ゆうえんちの再生
2019年9月、西武鉄道は70周年記念事業として西武園ゆうえんちのリニューアルを決定し、森岡を起用する。2021年5月にリニューアルオープン。テーマパークのリニューアルとしては限られた予算である100億円をもって、老朽化した施設などの課題を、若者の支持も集める「昭和」を舞台にしたテーマパークとして解決。高度成長期の「昭和の町並み」や、怪獣映画「ゴジラ」をテーマにした世界初のアトラクションが話題を呼んでいる。

### 農林中央金庫グループ 農林中金バリューインベストメンツ株式会社との協業
「2019年8月に協業を発表」。金融業界に「マーケティング」を導入し「投機ではない投資」を広めて日本人を豊かにする活動にも取り組む。協業を開始してブランドを再設計した投資信託「おおぶね」シリーズは、ファンドマネージャー奥野一成氏の強い信念とともに広がりを続け、口座数7倍、純資産総額13倍に成長している（2021年7月時点）。また、商品の広告のみならず長期投資の思想への共感の輪を広げることで「投資アレルギー」という日本人の根深い課題の解決にも尽力しており、今後のさらなる成長へ向け協業を続けている。

## 人物・性格
組織を作る際には、人間関係ありきではなく目的ありきで作る。
性格については「何かを閃いたときに熱狂的にのめり込んで、誰彼構わず、ものすごく強い言い方をしてしまったり、勝つためにあるべき水準に達していないことに対して強烈な怒りの感情が噴き出したりすることを、子どものころから何百回と繰り返して来た。その常軌を逸した目的意識から生まれるエネルギーこそが活力の源泉でもあり、周りに働き掛ける活力にもなるため上手く制御しなくてはならない。」「これまでの意識的な努力の末に、若い頃に比べるとビックリするほどコントロールできるようになったが、それでも激情に行動が支配されることが稀に起こります。そういうこともあって、私自身の中に住んでいる怪物を、どうやって乗りこなすか、自分自身をどう操縦するか、生まれてくるエネルギーと情熱の量が大きければ大きいほど、それを制御するために、より強力な構造がいるんですよね。自分を遠慮無くクビにできるように"刀"を創設した際に、他の従業員に株の過半数を手放した」と話している。

## 受賞歴
- 2015年 デジタル・コンテンツ・オブ・ジ・イヤー‘15/第21回AMD アワード 大賞/総務大臣賞（ユニバーサル・クール・ジャパン）[53]
- 2016年 第44回   ビジネスブックマラソン大賞（USJを劇的に変えた、たった1つの考え方 書籍部門と電子書籍部門のダブル受賞）[54]
- 2017年  ビジネス書グランプリ2017 マネジメント部門賞（USJを劇的に変えた、たった1つの考え方）[55]
- 2022年 デジタル・コンテンツ・オブ・ジ・イヤー’21/ 第27回AMDアワード 功労賞 Lifeime Achievement Award[56]
- 2022年 「第17回渡辺晋賞」株式会社刀CEO森岡毅氏が受賞[57]

## 著書
- 『USJのジェットコースターはなぜ後ろ向きに走ったのか?』（2014年2月28日、KADOKAWA/角川書店）ISBN 4041106974
  - 『USJのジェットコースターはなぜ後ろ向きに走ったのか?』（2016年4月23日、KADOKAWA 角川文庫）ISBN 9784041041925
- 『USJを劇的に変えた、たった1つの考え方 成功を引き寄せるマーケティング入門』（2016年4月23日、KADOKAWA/角川書店）ISBN 4041041414
- 『確率思考の戦略論 USJでも実証された数学マーケティングの力』（共著者:今西聖貴）（2016年6月2日、KADOKAWA/角川書店）ISBN 4041041422
- 『マーケティングとは「組織革命」である。 個人も会社も劇的に成長する森岡メソッド』（2018年5月24日、日経BP社）ISBN 4822257959
- 『苦しかったときの話をしようか ビジネスマンの父が我が子のために書きためた「働くことの本質」』（2019年4月12日、ダイヤモンド社）ISBN 4478107823
- 『誰もが人を動かせる! あなたの人生を変えるリーダーシップ革命』（2020年12月10日、日経BP社）ISBN 429610800X

## メディア出演

### テレビ番組
- インタビュー ここから

あの人の「原点」に、アナウンサーが迫る。
(NHK)　(2023年11月3日)
- 日経スペシャル ガイアの夜明け(テレビ東京)
  - 『レジャーでニッポンを元気に! 〜客を呼ぶプロ集団「刀」の野望〜』(2023年6月16日)[58]
  - 『レジャー戦線 異状アリ! 〜今どきテーマパークの作り方〜』(2021年5月28日)[59]
- ワルイコあつまれ『子ども記者会見』(2023年5月20日、NHK Eテレ)[60]
- 日曜日の初耳学『「インタビュアー林修」‟現代最強のマーケター”森岡毅が明かす企業復活劇の舞台裏』(2021年11月14日、MBS)
- 日経スペシャル カンブリア宮殿(テレビ東京)
  - 『客を惹きつける極意!』(2021年8月19日) - 刀CEOとして出演[61]。
  - 『家族で楽しめる! V字回復を実現した感動テーマパークの秘密』(2016年4月28日) - ユー・エス・ジェイ執行役員として出演[62]。
- そこまで言って委員会NPパネリスト出演(2021年2月7日、読売テレビ)
- 関西財界フォーラム「大激論!どうなる関西〜財界フォーラム2021〜」(2021年1月4日、朝日放送)
- そこまで言って委員会NP『妖怪伝説でひもとく「新型コロナと日本経済」徹底分析スペシャル』ゲスト出演(2020年7月19日、読売テレビ)
- 先人たちの底力 知恵泉『千利休〜“一期一会”今このひと時を楽しむ〜』(2020年6月30日、NHK Eテレ)[63]
- ザ・リーダー (2020年3月8日、MBS)
- Live News α コメンテーター(2019年12月5日・2020年2月6日、フジテレビ)
- ミント! 『【特集】丸亀製麺「V字回復」 舞台裏にUSJの立役者』(2019年7月31日、MBS)
- NHKニュースおはよう日本 おはBiz『“USJ再生” 次はうどん!』(2019年7月17日、NHK)
- 先人たちの底力 知恵泉『任された大役を果たすには〜“鬼平”長谷川平蔵 無理難題に挑む〜』(2018年4月3日、NHK Eテレ)[64]
- クローズアップ現代+チケット高額転売の舞台裏(2016年10月12日、NHK)[65]
- 経済フロントライン未来人のコトバ『USJ V字回復の仕掛人 森岡毅』(2016年1月30日、NHK BS1)
- ウェークアップ!ぷらす『ユニバーサル・スタジオ・ジャパンから生中継』(2015年12月26日、読売テレビ)
- トリハダ㊙スクープ映像100科ジテン『トリハダ4時間SP▼倒産寸前テーマパークUSJを復活させた男』(2015年12月24日、テレビ朝日)
- 先人たちの底力 知恵泉『キャリアアップの極意とは? 〜藤堂高虎 厳しい世を生き抜け!』(2015年4月14日、NHK Eテレ)[66]
- シューイチ『中山のイチバン ユニバーサル・スタジオ・ジャパン』(2014年10月26日、日本テレビ)
- プロフェッショナル 仕事の流儀『ナニワの軍師、再起のテーマパーク マーケター 森岡毅』(2014年9月1日、NHK)[67]
- ウェークアップ!ぷらす『ハリー・ポッター魔法の世界 仕掛け人を生直撃!』(2014年7月19日、読売テレビ)
- NEWS ZERO『ウィザーディング・ワールド・オブ・ハリー・ポッターから中継』(2014年7月14日、日本テレビ)
- マネーの羅針盤『テーマパークが日本経済を救う』(2014年4月26日、テレビ東京)
- ワールドビジネスサテライト『大江キャスター大阪USJから中継』(2014年4月28日、テレビ東京)

### ラジオ
- 堀江政生のほりナビ!!(2015年・2016年、ABCラジオ)
- 伊藤史隆のラジオノオト(2017年〜2022年、ABCラジオ(ゲストで出演))

### 新聞
- 西武HD後藤社長×マーケター森岡氏「幸せが人を集める」(2021年7月26日、日経MJ)
- 本質を突く質問者 森岡毅(2021年7月1日、日本経済新聞)
- 西武園ゆうえんちの再建担う 森岡毅氏(2021年5月30日、日本経済新聞)
- [LEADERSUSJ復活メソッド 企業に伝授...刀CEO 森岡毅氏](2020年8月18日、読売新聞)
- 仕事人秘録 マーケティングで日本を元気に 連載(2020年7月7日、日本産業新聞)
- もっと関西『関西、名より実を取れ 刀CEO 森岡毅さん』(2019年3月19日、日本経済新聞)
- 日曜に考える『好調テーマパークの進化の行方は?』(2016年10月2日、日本経済新聞)

### 雑誌
- 週刊エコノミスト2021年8月3日号「ワイドインタビュー「問答有用」希代のマーケター・森岡毅さんが西武園ゆうえんちで示すテーマパーク再生の秘訣」(2020年7月19日、毎日新聞出版)
- 週刊新潮2020年4月16日号「森岡毅(刀 代表取締役CEO)【佐藤優の頂上対決/我々はどう生き残るか】」(2020年4月16日、新潮社)
- 日経トレンディ2020年4月号「森岡毅の必勝するエンタメ地方創生術」(2020年3月4日、日経BP)
- 週刊ダイヤモンド19年12月28日・20年1月4日新年合併特大号『2020総予測』経営戦略 (Interview)(2019年12月23日、ダイヤモンド社)
- 日経マネー2月号「お金に強い子どもの育て方」(2019年12月21日、日経BP)
- 日経トレンディ2019年12月号「森岡 毅氏×農林中金NVIC 投資の最大のカギは「時間」」(2019年11月4日、日経BP)
- 日経ビジネス2019年9月16日号「USJ再建人が沖縄でテーマパーク再挑戦」(2019年9月16日、日経BP)
- 日経トレンディ2019年9月号「希代の“軍師” 森岡 毅氏の丸亀製麺を復活させるマーケティングの秘策」(2019年8月3日、日経BP)
- プレジデント2019年8/16号「本の時間 苦しかった時の話をしようか」(2019年7月26日、プレジデント社)
- Wedge2019年8月号『数字を見ても『やりたいこと』は見えてこない。消費者価値を創る本当のマーケティング』(2019年7月20日、ウェッジ)
- 致知2019年7月号『二十代をどう生きるか 悩んだ分だけ人はより高く飛べる』(2019年7月、致知出版社)
- 日経トレンディ2019年7月号「森岡 毅インタビュー「日本人よ、目を覚まして戦略的に働け!」」(2019年6月17日、日経BP)
- 日経トレンディ2019年7月号「森岡 毅×奥野一成対談 日本の金融商品が分かりにくいワケ・金融業界のマーケティングに異議アリ」(2019年6月12日、日経BP)
- Wedge2019年5月号『USJ復活の立役者・森岡毅が説く消費者ニーズを捉える組織改革』(2019年4月20日、ウェッジ)
- 日経ビジネス2018年7月23日号『マーケティング軽視をやめよ』(2018年7月23日、日経BP)
- ハーバード・ビジネス・レビュー2017年3月号『なぜ値上げをしても来場者が増えるのか USJで実践した数学マーケティング』(2017年2月10日、ダイヤモンド社)
- 日経トレンディ2016年12月号 技あり!仕事人『“数学使い”の戦略家㈱ユー・エス・ジェイCMO 森岡 毅』 ヒットメーカー最旬対談『東宝川村元気氏とUSJ森岡毅氏による対談』(2016年11月4日、日経BP)
- 日経トレンディ2016年11月号ヒットの軌跡『「感嘆」と「興奮」を併せ持って絶好調!巻き込まれて楽しむ“超参加型”テーマパーク』(2016年10月4日、日経BP)
- 中央公論2016年10月号『USJの劇的な大逆転から関西の復権を考える 森岡 毅×辛坊治郎』(2016年8月10日、中央公論新社)
- 熱風2016年8月号『【インタビュー】ユニバーサル・スタジオ・ジャパンのプロモーション(森岡 毅)』』(2016年6月13日、スタジオジブリ)
- プレジデント2016年7.4号『著者インタビュー USJを劇的に変えた、たった1つの考え方 森岡 毅/『人間を磨く』』(2016年6月13日、プレジデント社)
- Wedge2014年11月号『「ハリポタ」の仕掛け人が語る USJと新幹線の意外な共通点』(2014年10月20日、ウェッジ)
- DIME2014年11月号『0を花丸にした人列伝』(2014年9月16日、小学館)
- 致知2014年6月号『地球上で最も必死に考えている人のところにアイデアの神様は降りてくる 〜ユニバーサル・スタジオ・ジャパンV字回復の軌跡〜』(2014年6月、致知出版社)

### WEBメディア
- 刀・森岡毅「いいコンセプトは2パターン」(2025年7月3日)東洋経済オンライン
- ”再建のプロ” 昭和から「日本」語る(2021年8月29日)日テレNEWS24
- 株式会社刀・森岡毅の「ビジネスを伸ばす武器」(2021年4月12日)日経ビジネスオンライン
- トップに聞くセレクション『選ばれる「勝ち筋」作る 消費者向き合い停滞打破』(2021年3月1日)NIKKEI STYLE
- 『森岡毅が語る刀起業の真実』(2020年5月6日・8日・10日)ダイヤモンド・オンライン
- 『【森岡毅】沖縄テーマパークの「勝算」。刀が描く日本の未来戦』(2020年2月22日)NewsPicks
- 『【森岡毅】丸亀製麺を復活させた、刀の実戦マーケティング戦略』(2020年2月21日)NewsPicks
- 『沖縄北部テーマパーク前進 森岡氏率いる刀と大和証券提携の真意』 (2020年1月31日)日経クロストレンド
- 『西武園ゆうえんち、森岡流で再生へ「古さを逆手に」青写真の狙い』(2020年1月24日)日経クロストレンド
- 『破綻したグリーンピアを再生すべく森岡毅が歩んだ「獣道」』(2019年11月22日)ダイヤモンド・オンライン
- 『森岡 毅氏×農林中金NVIC 投資の最大のカギは「時間」』(2019年11月12日)日経クロストレンド
- 『【堀江貴文×森岡毅】世界を変えるなら「目的思考」が必要・日本がアメリカに勝てるなら「宇宙」だけ・戦略と情熱を投資すれば、沖縄はハワイを超える』(2019年7月13日)NewsPicks
- 『人生を成功に導くたった1つの方法・迷ったときは、厳しいほうを取れ!』(2019年7月12日)ダイヤモンド・オンライン
- 『丸亀製麺を復活させた、刀の意外な戦略粟田貴也/森岡毅インタビュー』(2019年7月2日)ダイヤモンド・オンライン
- 『丸亀製麺に復活の兆し 裏にUSJ再建請負人・森岡氏』(2019年6月28日)日経クロストレンド
- 『十人十色のはたらく論「中長期で自由になるために、短期間の不自由は飲み込んで」名マーケター・森岡毅氏が語る 苦境を乗り越えるための仕事論』(2019年5月30日)BLOGOS
- 『平成から令和へ「令和時代の日本人の生き方」』(2019年4月30日)NewsPicks
- 『成功者とは、好きなことの発見者である』(2019年4月10日)ダイヤモンド・オンライン
- 『「未来の子育て」特集 森岡毅の子育て』(2018年12月20日)NewsPicks
- 『会社と結婚するな、職能と結婚せよ』(2018年10月23日)NewsPicks
- 『元USJ森岡氏はなぜ「沖縄」に挑戦するのか』(2018年8月16日)日経ビジネス
- 『リアル店舗がネット通販に勝つ唯一の方法』(2018年8月9日)プレジデントオンライン
- 『若者よ、ゾンビがいない新天地を目指せ』(2018年7月17日)NewsPicks
- 『USJ再建の森岡氏が指摘するマーケターの悪癖』(2018年6月21日)日経ビジネス
- 『USJ再建の森岡毅が語る、出世する人が必ず持っているスキルとは』(2018年6月1日)ダイヤモンド・オンライン